# Webisodes d'Eureka
Chronologie
Saison 1 Saison 2
Cet article présente le guide des webisodes de la série télévisée américaine Eureka. Le coffret intégral (de la saison 1 de la série) contient cette web-série (en version originale sous-titrée), sauf le premier épisode Prologue. L'intrigue semble se dérouler entre les saisons 1 et 2.

## Épisode 1:Prologue
- États-Unis : 25 juillet 2006

## Épisode 2:Part One
- États-Unis : 25 juillet 2006

## Épisode 3:Part Two
- États-Unis : 1er août 2006

## Épisode 4:Part Three
- États-Unis : 8 août 2006

## Épisode 5:Part Four
- États-Unis : 15 août 2006

## Épisode 6:Part Five
- États-Unis : 22 août 2006

## Épisode 7:Part Six
- États-Unis : 29 août 2006

## Épisode 8:Part Seven
- États-Unis : 5 septembre 2006